# Володимирівська сільська рада (Городнянський район)
Володи́мирівська сільська́ ра́да — адміністративно-територіальна одиниця та орган місцевого самоврядування в Городнянському районі Чернігівської області. Адміністративний центр — село Володимирівка.

## Загальні відомості
Володимирівська сільська рада утворена у 1931 році.
- Територія ради: 50,642 км²
- Населення ради: 572 особи (станом на 2001 рік)

## Населені пункти
Сільській раді були підпорядковані населені пункти:
- с. Володимирівка
- с. День-Добрий

## Склад ради
Рада складалася з 12 депутатів та голови.
- Голова ради:
- Секретар ради: Скидан Ольга Михайлівна

### Керівний склад попередніх скликань
| Прізвище, ім'я, по батькові | Основні відомості                                                                       | Дата обрання | Дата звільнення |
| --------------------------- | --------------------------------------------------------------------------------------- | ------------ | --------------- |
| Пильник Наталія Федорівна   | Сільський голова, 1958 року народження, освіта середня спеціальна, член Народної партії | 26.03.2006   | 31.10.2010      |
| Пильник Наталія Федорівна   | Сільський голова, 1958 року народження, освіта середня спеціальна, член Народної партії | 31.10.2010   | 28.04.2014      |

Примітка: таблиця складена за даними сайту Верховної Ради України

### Депутати
За результатами місцевих виборів 2010 року депутатами ради стали:

#### За суб'єктами висування
| Суб'єкт висування | Кількість обраних депутатів | %    |
| ----------------- | --------------------------- | ---- |
| Самовисування     | 6                           | 50   |
| Партія регіонів   | 3                           | 25   |
| Народна партія    | 2                           | 16,7 |
| Єдиний Центр      | 1                           | 8,3  |

#### За округами
| № округу        | Прізвище, ім'я, по батькові    | Дата визнання обраним | Освіта  | Партійна приналежність                        | Відомості про обраного депутата                          |
| --------------- | ------------------------------ | --------------------- | ------- | --------------------------------------------- | -------------------------------------------------------- |
| Єдиний Центр    |                                |                       |         |                                               |                                                          |
| 7               | Пантюшенко Надія Володимирівна | 01.11.2010            | середня | член Єдиного Центру                           | пенсіонер                                                |
| Народна Партія  |                                |                       |         |                                               |                                                          |
| 1               | Скидан Ольга Михайлівна        | 01.11.2010            | вища    | член Народної партії                          | Володимирівська сільська рада, секретар                  |
| 5               | Крамаренко Марія Пилипівна     | 01.11.2010            | середня | член Народної партії                          | пенсіонер                                                |
| Партія регіонів |                                |                       |         |                                               |                                                          |
| 9               | Ничипоренко Петро Дмитрович    | 01.11.2010            | вища    | член Партії регіонів                          | Володимирівський будинок культури, завідувач             |
| 10              | Ключник Віталій Михайлович     | 01.11.2010            | середня | член Партії регіонів                          | тимчасово не працює                                      |
| 11              | Курико Лариса Михайлівна       | 01.11.2010            | вища    | член Партії регіонів                          | Володимирівська загальноосвітня школа, директор          |
| Самовисування   |                                |                       |         |                                               |                                                          |
| 2               | Ключник Людмила Володимирівна  | 01.11.2010            | середня | член Всеукраїнського об'єднання «Батьківщина» | Городнянський територіальний центр, соціальний працівник |
| 3               | Лопатко Ірина Василівна        | 01.11.2010            | вища    | член Всеукраїнського об'єднання «Батьківщина» | Володимирівська загальноосвітня школа, вчитель           |
| 4               | Мироненко Ганна Володимирівна  | 01.11.2010            | середня | член Всеукраїнського об'єднання «Батьківщина» | Володимирівське ВЗ, начальник                            |
| 6               | Єрмоленко Тетяна Павлівна      | 01.11.2010            | вища    | член Всеукраїнського об'єднання «Батьківщина» | пенсіонер                                                |
| 8               | Пильник Ганна Миколаївна       | 01.11.2010            | середня | член Всеукраїнського об'єднання «Батьківщина» | Городнянський територіальний центр, соціальний працівник |
| 12              | Лопатко Юрій Володимирович     | 01.11.2010            | середня | член Всеукраїнського об'єднання «Батьківщина» | Володимирівська загальноосвітня школа, кочегар           |